# Uljma
Uljma (cyr. Уљма) – wieś w Serbii, w Wojwodinie, w okręgu południowobanackim, w mieście Vršac. W 2011 roku liczyła 3269 mieszkańców.